# Yicheng
Yicheng (宜城市S, YíchéngP) è una città-contea della Cina, situata nella provincia di Hubei e amministrata dalla prefettura di Xiangyang.